# Edvald Boasson Hagen

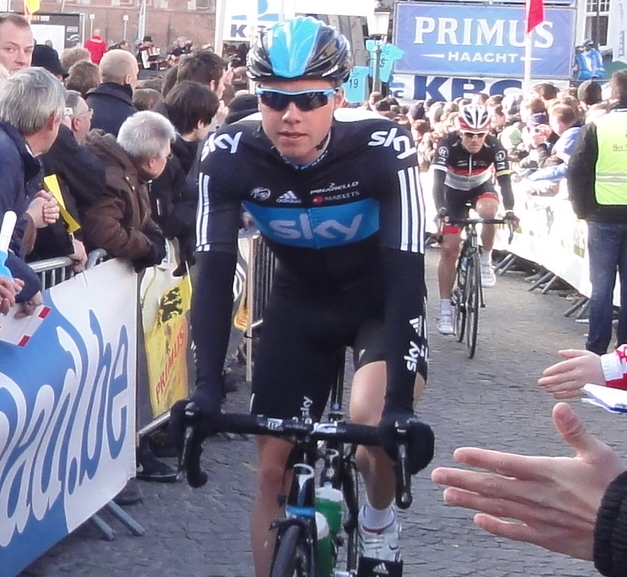
Boasson Hagen bij de start van de Ronde van Vlaanderen van 2012

Edvald Boasson Hagen (Lillehammer, 17 mei 1987) is een Noors voormalige wielrenner.

## Carrière
Boasson Hagen begon in 2006 bij Team Maxbo-Bianchi, waar hij – ondanks enkele aanbiedingen van grote ploegen – ook in 2007 bleef rijden. In deze periode schreef hij onder meer etappes in de Ronde van de Toekomst, de Ronde van Normandië, Parijs-Corrèze en de Ronde van Ierland op zijn naam.
Zowel in 2008 als in 2009 reed de Noor voor Team Columbia. In 2008 pakte hij een rit het Critérium International, een etappe in de Eneco Tour en drie dagzeges in de Ronde van Groot-Brittannië.
Toen Boasson Hagen in het voorjaar van 2009 een gure Gent-Wevelgem wist te winnen - in de spurt versloeg hij medevluchter Aljaksandr Koetsjynski - maakte hij als 22-jarige indruk in Vlaanderen. Hij won datzelfde jaar ook de ploegentijdrit en de zevende rit in de Ronde van Italië. Bijval oogstte de jonge Noorse renner verder met twee etappes, het puntenklassement en het eindklassement in de Eneco Tour; vier etappezeges plus eveneens het eindklassement in de Ronde van Groot-Brittannië en twee etappes in de Ronde van Polen.
Om zijn troeven nog beter uit te kunnen spelen, stapte Edvald in 2010 over naar Team Sky. Hij begon het seizoen met twee etappezeges in de Ronde van Oman en een in Tirreno-Adriatico. Daarna kampte hij een tijdje met een ontstoken achillespees, waardoor hij niet aan de voorjaarsklassiekers mee kon doen. In de Dauphiné Libéré was hij weer terug, hij werd derde in de tijdrit en won de slotetappe. In zijn eerste Ronde van Frankrijk leverde hij zijn visitekaartje af, door twee keer in twee ritten die op een massaspurt eindigden, op de derde plaats beslag te leggen.
In 2011 won Boasson Hagen de eerste rit in de Ronde van Beieren en werd hij voor de vijfde opeenvolgende keer nationaal kampioen tijdrijden. Zijn deelname aan de Ronde van Frankrijk kwam even in gevaar, toen hij tien dagen voor de start met gordelroos opgescheept zat. Op donderdag 7 juli won hij zijn eerste tourrit ooit; nadat hij een dag voordien zijn spurt nog veel te vroeg had aangezet, troefde hij ditmaal in de zesde etappe naar Lisieux Matthew Goss en zijn landgenoot Thor Hushovd in een massaspurt af. Ook de zeventiende etappe, een Alpenrit met aankomst in het Italiaanse Pinerolo, bleek een kolfje naar Boasson Hagens hand: op de Côte de Pramartino, de slotklim van tweede categorie, demarreerde hij op het steilste stuk van zijn medevluchters weg, ook Frans kampioen Sylvain Chavanel moest plooien. Nog eventjes leken Bauke Mollema en Jonathan Hivert naar hem toe te kunnen rijden, maar Boasson Hagen hield stand, ook tijdens de gevaarlijke afdaling en soleerde zo naar zijn tweede etappewinst. Daags voordien was hij bovendien tweede geëindigd, na Hushovd, waardoor ze - als enige Noren in koers - met vier ritzeges Noorwegen in delirium brachten. Hij won ook de slotetappe en het eindklassement van de Eneco Tour 2011 voor Philippe Gilbert en David Millar.
In 2012 reed Edvald de Tirreno-Adriatico vooral als gangmaker in steun van de naar zijn Team Sky-ploeg overgekomen Mark Cavendish. In de derde rit kon Cavendish - daags ervoor nog ritwinnaar - niet voorin blijven toen het peloton in stukken scheurde, waardoor Boasson Hagen volop voor eigen rekening mocht rijden en op de kasseien in Terni met een goed getimede machtsspurt sprinters als André Greipel, Peter Sagan en Tyler Farrar achter zich liet. In mei won hij de vierde etappe en het eindklassement van de Ronde van Noorwegen. Hij reed het Critérium du Dauphiné en won in een spurt de derde etappe. Tevens werd hij Noors kampioen op de weg en won hij de GP Ouest France-Plouay. Op het wereldkampioenschap wielrennen in Valkenburg pakte Boasson Hagen het zilver bij de wegwedstrijd. Toen Philippe Gilbert op de laatste beklimming van de Cauberg demarreerde, probeerde de Noor aan te haken. Dit lukte niet, waardoor Gilbert solo over de finish kwam en Boasson Hagen op vier seconden tweede werd.
In 2016 nam Boasson Hagen deel aan de wegwedstrijd op de Olympische Spelen in Rio de Janeiro, maar reed deze niet uit. Vier dagen later werd hij dertigste in de tijdrit.
In 2017 liet Boasson Hagen zich vooral in eigen land zien met meerde etappeoverwinningen en eindoverwinningen in de Ronde van Noorwegen en de Tour des Fjords. Op 21 juli 2017 won hij de 19e etappe in de Tour de France. Eerder in de Ronde van Frankrijk was hij al dicht bij een etappe-overwinning met tweede plaatsen in de 7e en 16e etappe en derde plaatsen in de 11e en 14e etappe. Vooral zijn tweede plaats in de 7e etappe was erg nipt: het verschil met winnaar Marcel Kittel bedroeg slechts enkele millimeters.

## Palmares

### Overwinningen
2004
 Noors kampioen op de weg, Junioren
 Noors kampioen achtervolging, Junioren
2005
3e etappe deel B Vredeskoers, Junioren
 Noors kampioen tijdrijden, Junioren
 Noors kampioen op de weg, Junioren
1e etappe Ronde van Nedersaksen, Junioren
2e etappe Keizer der Juniores
2006
4e etappe Ronde van Rhône-Alpes Isère
1e en 5e etappe Ronde van Thüringen
3e etappe Ringerike GP
Scandinavian Open Road Race
2e, 5e en 7e etappe Ronde van de Toekomst
2007
Proloog Istrian Spring Trophy
Eindklassement Istrian Spring Trophy
6e etappe Ronde van Normandië
1e en 6e etappe Ronde van Bretagne
1e, 2e, 3e en 5e etappe Ringerike GP
Eindklassement Ringerike GP
 Noors kampioen tijdrijden, Elite
1e en 2e etappe Parijs-Corrèze
Eindklassement Parijs-Corrèze
4e etappe Ronde van Ierland
2008
3e etappe Internationaal Wegcriterium
GP Denain
 Noors kampioen tijdrijden, Elite
6e etappe Eneco Tour
4e, 6e en 7e etappe Ronde van Groot-Brittannië
Jongerenklassement Ronde van Groot-Brittannië
2009
Gent-Wevelgem
1e (ploegentijdrit) en 7e etappe Ronde van Italië
 Noors kampioen tijdrijden, Elite
4e en 6e etappe Ronde van Polen
6e, 7e etappe Eneco Tour
Eind- en puntenklassement Eneco Tour
3e, 4e, 5e en 6e etappe Ronde van Groot-Brittannië
Eind- en puntenklassement Ronde van Groot-Brittannië
2010
1e etappe Ronde van Qatar (ploegentijdrit)
3e en 6e etappe Ronde van Oman
Punten- en jongerenklassement Ronde van Oman
7e etappe Tirreno-Adriatico
7e etappe Critérium du Dauphiné
 Noors kampioen tijdrijden, Elite
Dutch Food Valley Classic
Puntenklassement Eneco Tour
2011
Puntenklassement Ronde van Oman
1e etappe Ronde van Beieren
 Noors kampioen tijdrijden, Elite
6e en 17e etappe Ronde van Frankrijk
6e etappe Eneco Tour
Eind-, punten- en jongerenklassement Eneco Tour
Vattenfall Cyclassics
2012
Puntenklassement Tour Down Under
2e etappe Ronde van de Algarve
3e etappe Tirreno-Adriatico
4e etappe Ronde van Noorwegen
Eind-, punten- en jongerenklassement Ronde van Noorwegen
3e etappe Critérium du Dauphiné
 Noors kampioen op de weg, Elite
GP Ouest France-Plouay
Puntenklassement Ronde van Peking
2013
4e etappe Ronde van Noorwegen
Eind- en puntenklassement Ronde van Noorwegen
3e etappe Critérium du Dauphiné
 Noors kampioen tijdrijden, Elite
2015
5e etappe Tour des Fjords
 Noors kampioen tijdrijden, Elite
 Noors kampioen op de weg, Elite
2e etappe Ronde van Denemarken
Eindklassement Ronde van Groot-Brittannië
2016
3e etappe Ronde van Qatar
2e en 5e etappe Ronde van Oman
Puntenklassement Ronde van Oman
4e en 5e etappe Ronde van Noorwegen
4e etappe Critérium du Dauphiné
 Noors kampioen tijdrijden, Elite
 Noors kampioen op de weg, Elite
7e etappe Eneco Tour
2017
1e en 5e etappe Ronde van Noorwegen
Eind- en puntenklassement Ronde van Noorwegen
3e, 4e en 5e etappe Tour des Fjords
Eind- en puntenklassement Tour des Fjords
 Noors kampioen tijdrijden, Elite
19e etappe Ronde van Frankrijk
8e etappe Ronde van Groot-Brittannië
2018
2e etappe Ronde van Noorwegen
 Noors kampioen tijdrijden, Elite
2019
1e etappe (ITT) Ronde van Valencia
3e etappe Ronde van Noorwegen
1e etappe Critérium du Dauphiné

## Resultaten in voornaamste wedstrijden
| Jaar | Ronde van Italië | Ronde van Frankrijk | Ronde van Spanje |
| ---- | ---------------- | ------------------- | ---------------- |
| 2008 |                  |                     |                  |
| 2009 | 82e (1)          |                     |                  |
| 2010 |                  | 115e                |                  |
| 2011 |                  | 53e (2)             |                  |
| 2012 |                  | 56e                 |                  |
| 2013 |                  | opgave              | 84e              |
| 2014 | opgave           |                     |                  |
| 2015 |                  | 82e                 |                  |
| 2016 |                  | 109e                |                  |
| 2017 |                  | 78e (1)             |                  |
| 2018 |                  | 84e                 |                  |
| 2019 |                  | 76e                 | 96e              |
| 2020 |                  | 101e                |                  |
| 2021 |                  | buiten tijd         |                  |
| 2022 |                  | 58e                 |                  |
| 2023 |                  | 100e                |                  |
| 2024 |                  |                     |                  |

| Jaar | Milaan-San Remo | Gent-Wevelgem | Ronde van Vlaanderen | Parijs-Roubaix | Amstel Gold Race | Luik-Bast.‑Luik | Ronde van Lombardije | E3 Harelbeke | Cyclassics Hamburg | Omloop Het Nieuwsblad |  | WK op de weg |  | Wereldranglijsten |
| ---- | --------------- | ------------- | -------------------- | -------------- | ---------------- | --------------- | -------------------- | ------------ | ------------------ | --------------------- |  | ------------ |  | ----------------- |
| 2008 |                 |               |                      |                | 77e              | 128e            |                      |              |                    |                       |  | opgave       |  | 96e (UPT)         |
| 2009 | 94e             | ↑             | 66e                  | 62e            |                  |                 |                      | 26e          | 25e                |                       |  | 60e          |  | 6e (UWK)          |
| 2010 | 106e            | opgave        |                      |                |                  |                 | opgave               | 59e          | ↑                  | 6e                    |  | opgave       |  | 17e (UWK)         |
| 2011 | 30e             |               | 40e                  |                |                  |                 |                      |              | ↑                  | 41e                   |  | 8e           |  | 11e (UWT)         |
| 2012 | 25e             | 5e            | 19e                  | 42e            | 62e              |                 |                      | 16e          | 5e                 |                       |  | ↑            |  | 11e (UWT)         |
| 2013 | opgave          | 20e           | 17e                  | 47e            | opgave           |                 |                      | 9e           |                    | 17e                   |  | 20e          |  | 88e (UWT)         |
| 2014 | 29e             | 23e           | 22e                  | 21e            | 39e              |                 |                      | 17e          | 15e                | ↑                     |  |              |  | 202e (UWT)        |
| 2015 | 10e             | opgave        |                      |                |                  |                 |                      | 19e          |                    | 27e                   |  | 20e          |  |                   |
| 2016 | 26e             | 18e           | 23e                  | 5e             | 56e              |                 | opgave               |              | 22e                |                       |  | 6e           |  | 69e (UWT)         |
| 2017 | 19e             | 44e           | 22e                  | 64e            |                  |                 |                      | 99e          | 29e                |                       |  | 30e          |  | 74e (UWT)         |
| 2018 | 16e             | 81e           | 19e                  | 34e            |                  |                 |                      | 24e          |                    |                       |  | opgave       |  |                   |
| 2019 |                 | 56e           | 32e                  | 45e            |                  |                 |                      | opgave       |                    | 52e                   |  | opgave       |  |                   |
| 2020 | 100e            | 45e           | 52e                  |                |                  |                 |                      |              |                    | 59e                   |  |              |  |                   |
| 2021 | 137e            | opgave        | 84e                  | 30e            |                  |                 |                      | 73e          |                    | 98e                   |  |              |  |                   |
| 2022 | 91e             | 92e           | opgave               | 38e            |                  |                 |                      | opgave       |                    | opgave                |  |              |  |                   |
| 2023 |                 | opgave        | opgave               | 126e           |                  |                 |                      |              |                    |                       |  | opgave       |  |                   |
| 2024 | 97e             | 94e           | opgave               | 77e            |                  |                 |                      | 100e         |                    | 113e                  |  |              |  |                   |

### Resultaten in kleinere rondes
| Jaar | Tour Down Under | Parijs-Nice | Tirreno-Adriatico | Critérium du Dauphiné | Ronde van Polen | Eneco Tour | Ronde van Peking / Ronde van Guangxi |
| ---- | --------------- | ----------- | ----------------- | --------------------- | --------------- | ---------- | ------------------------------------ |
| 2008 |                 |             |                   |                       |                 | 39e (1)    |                                      |
| 2009 |                 |             | 66e               |                       | ↑ (2)           | ↑ (2)      |                                      |
| 2010 |                 |             | 50e (1)           | 64e (1)               |                 | ↑          |                                      |
| 2011 |                 |             | opgave            | 55e                   |                 | ↑ (1)      |                                      |
| 2012 | 7e              |             | opgave (1)        | 51e (1)               |                 |            | ↑                                    |
| 2013 | 33e             |             |                   | 31e (1)               |                 |            |                                      |
| 2014 |                 |             |                   |                       |                 | 54e        | 12e                                  |
| 2015 |                 |             | 32e               | 81e                   |                 |            |                                      |
| 2016 |                 |             | 17e               | 53e (1)               |                 | 12e (1)    |                                      |
| 2017 |                 |             | 30e               | 52e                   |                 |            |                                      |
| 2018 |                 |             | 58e               | 68e                   | 66e             |            |                                      |
| 2019 |                 | opgave      |                   |                       |                 |            |                                      |
| 2020 |                 |             |                   | opgave                |                 | 58e        |                                      |
| 2021 |                 | 85e         |                   |                       |                 |            |                                      |
| 2022 |                 | 73e         |                   |                       |                 |            |                                      |
| 2023 |                 | 42e         |                   |                       |                 |            |                                      |

(*) tussen haakjes aantal individuele etappe-overwinningen

## Ploegen
- 2006 –  Team Maxbo Bianchi
- 2007 –  Team Maxbo Bianchi
- 2008 –  Team Columbia [a]
- 2009 –  Team Columbia-HTC [b]
- 2010 –  Sky Professional Cycling Team
- 2011 –  Sky ProCycling
- 2012 –  Sky ProCycling
- 2013 –  Sky ProCycling
- 2014 –  Team Sky
- 2015 –  MTN-Qhubeka
- 2016 –  Team Dimension Data
- 2017 –  Team Dimension Data
- 2018 –  Team Dimension Data
- 2019 –  Team Dimension Data
- 2020 –  NTT Pro Cycling
- 2021 –  Total Direct Energie
- 2022 –  Team TotalEnergies
- 2023 –  TotalEnergies
- 2024 –  Decathlon AG2R La Mondiale

Barry ·
Boasson Hagen ·
Burghardt ·
Cavendish ·
Ciolek ·
Davis ·
Devine ·
Eisel ·
Gerdemann ·
Grabsch   ·
Greipel ·
Hammond ·
Hansen ·
Henderson ·
Hincapie ·
Kirchen ·
Klier ·
Knaven ·
Lewis ·
Löfkvist ·
Martin ·
Pinotti ·
Possoni ·
Raboň ·
Reynés ·
Rogers ·
Sieberg ·
Siwtsow ·
Wiggins ·
Dockx (stagiair)
Albasini ·
Barry ·
Boasson Hagen ·
Burghardt ·
Cavendish ·
Dockx ·
Eisel ·
Grabsch   ·
Greipel ·
Hansen ·
Henderson ·
Hincapie ·
Kirchen ·
Lewis ·
Löfkvist ·
Martin ·
Monfort ·
Pinotti ·
Possoni ·
Raboň ·
Renshaw ·
Reynés ·
Rogers ·
Sieberg ·
Siwtsow
Arvesen ·
Augustyn ·
Barry ·
Boasson Hagen ·
Calzati ·
Carlström ·
Cioni ·
Cummings · 
Downing ·
Flecha ·
Froome ·
Gerrans ·
Hayman ·
Henderson ·
Kennaugh ·
Löfkvist ·
Nordhaug ·
Pauwels ·
Portal ·
Possoni ·
Stannard ·
Sutton ·
Swift ·
Thomas ·
Viganò ·
Wiggins
Appollonio ·
Arvesen ·
Augustyn ·
Barry ·
Boasson Hagen ·
Carlström ·
Cioni ·
Cummings · 
Downing ·
Dowsett ·
Flecha ·
Froome ·
Gerrans ·
Hayman ·
Henderson ·
Hunt ·
Kennaugh ·
Knees ·
Löfkvist ·
Nordhaug ·
Pauwels ·
Possoni ·
Rogers ·
Stannard ·
Sutton ·
Swift ·
Thomas ·
Urán ·
Wiggins ·
Zandio ·
Puccio (stagiair)
Appollonio ·
Barry ·
Boasson Hagen ·
Cavendish  ·
Eisel ·
Dowsett ·
Flecha ·
Froome ·
Henao ·
Hayman ·
Hunt ·
Kennaugh ·
Knees ·
Löfkvist ·
Nordhaug ·
Pate ·
Porte ·
Puccio ·
Rogers ·
Rowe ·
Siwtsow ·
Stannard ·
Sutton ·
Swift ·
Thomas ·
Urán ·
Wiggins ·
Zandio ·
Martinelli (stagiair) 
Boasson Hagen ·
Boswell ·
Cataldo ·
Dombrowski ·
Eisel ·
Edmondson ·
Froome ·
Henao ·
Hayman ·
Kennaugh ·
Kiryjenka ·
Knees ·
López ·
Pate ·
Porte ·
Puccio ·
Rasch ·
Rowe ·
Siwtsow ·
Stannard ·
Sutton ·
Swift ·
Thomas ·
Tiernan-Locke ·
Urán ·
Wiggins ·
Zandio
Boasson Hagen · Boswell · Cataldo · Deignan · Dombrowski · Earle · Edmondson · Eisel · Froome · Seb. Henao · Ser. Henao · Kennaugh · Kiryjenka · Knees · López · Nieve · Pate · Porte · Puccio · Rasch · Rowe · Siwtsow · Stannard · Sutton · Swift · Thomas · Tiernan-Locke · Wiggins   · Zandio
Berhane · Boasson Hagen · Bos · Brammeier · Ciolek · Cummings · Dougall · Farrar · Goss · R.Janse van Rensburg · J.Janse van Rensburg · Jim · Kudus · Meintjes · Niyonshuti · Pauwels · Reguigui · Sbaragli · Stauff · Teklehaimanot · Thomson · van Zyl · Venter · Julius (stagiair)
Antón · Berhane · Boasson Hagen · Bos · Brammeier · Cavendish · Cummings · Debesay · Dougall · Eisel · Farrar · Fraile · Haas · J.Janse van Rensburg · R.Janse van Rensburg · Jim · Kudus · Meyer · Niyonshuti · Pauwels · Reguigui · Renshaw · Sbaragli · Siwtsow · Teklehaimanot · Thomson · Venter · van Zyl · Eyob (stagiair) · Gebreigzabhier (stagiair) · Gibbons (stagiair)
Antón · Berhane · Boasson Hagen · Cavendish · Cummings · Debesay · Dougall · Eisel · Farrar · Fraile · Gibbons · Haas · J. Janse van Rensburg · R. Janse van Rensburg · King · Kudus · Morton · Niyonshuti · O'Connor · Pauwels · Reguigui · Renshaw · Sbaragli · Teklehaimanot · Thomson · Thwaites · Venter · van Zyl · Dlamini (stagiair) · Eyob (stagiair) · Gebreigzabhier (stagiair)
Antón · Berhane · Boasson Hagen · Cavendish · Cummings · Davies · Debesay · Dlamini · Dougall · Eisel · Gebreigzabhier · Gibbons · J. Janse van Rensburg · R. Janse van Rensburg · King · Kudus · Meintjes · Morton · O'Connor · Pauwels · Renshaw · Slagter · Thomson · Thwaites · Venter · Vermote · van Zyl
Bak · Boasson Hagen · Cavendish · Cummings · Davies · de Bod · Dlamini · Eisel · Gasparotto · Gebreigzabhier · Gibbons · J. Janse van Rensburg · R. Janse van Rensburg · King · Kreuziger · Mäder · Meintjes · Nizzolo · O'Connor · Renshaw · Slagter · Thomson · Tiller · Valgren · Venter · Vermote · Wyss
Barbero · Battistella · Boasson Hagen · Campenaerts · Carbel · De Bod · Dlamini · Dyball · Gasparotto · Gebreigzabhier · Gibbons · Gogl · Iribe · Janse van Rensburg · King · Kreuziger · Mäder · Meintjes · Nizzolo  · O'Connor · Pozzovivo · Sobrero · Stokbro · Sunderland · Thomson · Tiller · Valgren · Walscheid · Wyss
Boasson Hagen · Bodnar · Bonifazio · Burgaudeau · Cabot · de la Parte · Doubey · Dujardin · Ferron · Geniez (tot 31/5) · Grellier · Jousseaume · Latour · Lawless · Manzin · Oss · Ourselin · Rodríguez · J. Sagan · P. Sagan · Simon · Soupe · Terpstra · Turgis · Van Gestel · Vuillermoz · Devanne (stagiair) · Vercher (stagiair)
Boasson Hagen · Bodnar · Bonnet · Burgaudeau · Cabot · Cras · de la Parte · Doubey · Dujardin · Ferron · Grellier · Jeannière · Jousseaume · Latour · Manzin · Oss · Ourselin · Sagan · Simon · Soupe · Tesson · Turgis · Van Gestel · Vercher · Vuillermoz · Boniface (stagiair) · Cialone (stagiair) · Grolier (stagiair)
Armirail · Baudin · Bennett · Berthet · Boasson Hagen · Bonnamour (tot 25/3) · Bouchard · Cosnefroy · De Bondt · De Pestel · Dewulf · Gall · Gautherat · Godon · Hänninen · Labrosse · Lafay ·  Lapeira · Naesen · O'Connor · A. Paret-Peintre · V. Paret-Peintre · Peters · Pollefliet · Prodhomme · Retailleau · Touzé · Tronchon · Vendrame · Warbasse